# UD Almería Stadium
Das UD Almería Stadium ist ein Fußballstadion mit Leichtathletikanlage in der spanischen Stadt Almería, Autonome Gemeinschaft Andalusien. Es ist die Heimspielstätte des Fußballvereins UD Almería. Von der Eröffnung 2004 bis 2022 trug es den Namen Estadio de los Juegos Mediterráneos (deutsch Stadion der Mittelmeerspiele). Gegenwärtig bietet es für die Zuschauer 18.331 Plätze.

## Geschichte
Das UD Almería Stadium wurde 2004, mit ursprünglich 15.000 Zuschauerplätzen, als Wettkampfstätte für die Mittelmeerspiele 2005 erbaut. Hier fanden die Eröffnungs- und die Abschlussfeier sowie die Fußballspiele und Leichtathletikwettbewerbe statt.
Mit dem Aufstieg der UD Almería in die höchste spanische Fußballliga, die Primera División, wurde das Stadion auf eine Kapazität für 22.000 Zuschauer ausgebaut. Nachdem der Verein in der Spielzeit 2010/11 aus der höchsten Liga abgestiegen war, entschied man sich zu einem Stadionumbau, wonach 2012/13 eine Nutzungsänderung und eine Reduzierung der Zuschauerplätze auf 15.200 erfolgte, indem man direkt hinter den Toren kleinere Tribünen errichtete und die entfernteren Zuschauerränge der Nord- und Südtribüne deaktivierte.
2022 gaben der Energydrinkhersteller Power Horse Energy Drinks GmbH und die UD Almería eine langjährige Partnerschaft bekannt. Ein Teil der Vereinbarung war die Umbenennung des Stadions in Power Horse Stadium ab dem 1. Juli 2022. 2024 endete die Vereinbarung. Das Stadion behält Estadio de los Juegos Mediterráneos weiterhin als Zweitnamen. Im Sommer 2025 sollte der Umbau der Anlage (Entfernung der Leichtathletikanlage, Absenkung des Spielfeldes und Erweiterung der Ränge bis zum Spielfeldrand auf 25.000 Plätze) beginnen. Das Vorhaben vereitelte vorerst der Abstieg der UD Almería in die Segunda División 2025/26. Die Bauarbeiten sollen spätestens 2027 oder 2028 durchgeführt werden.

## Daten und Fakten
Das UD Almería Stadium wurde als kombiniertes Leichtathletik- und Fußballstadion geplant und errichtet. Es wurde mit einer modernen Kunststoffbahn für die Leichtathletikanlage und einem Spielfeld mit Naturrasen und den Abmessungen 105 × 68 Metern ausgestattet, womit es in den Maßen den internationalen Anforderungen der FIFA und UEFA entspricht. Die Stadionnutzung wurde auf ein reines Fußballstadion reduziert. Man errichtete direkt hinter den Toren kleinere Tribünen und überdeckte die Kunststoffbahn auf der Westseite schützend mit einem grünen Belag. Damit wurde die zwischenzeitliche Erweiterung auf 22.000 Zuschauerplätze wieder zurückgenommen auf regulär 15.200 Zuschauer. Dies begründet sich durch den Abstieg der UD Almería aus der spanischen Primera División. Dieser Rückbau zu Reduzierung der Zuschaueranzahl ist jedoch umkehrbar, man kann zu speziellen Anlässen (z. B. Mittelmeerspiele) die kleinen Tribünen hinter den Fußballfeldtoren demontieren und die Laufbahnabdeckung entfernen, womit eine Reaktivierung der Plätze der früheren Nord- und Südtribüne auf 20.000 ermöglicht werden kann. Die Bestuhlung wurde mittlerweile vom anfänglichen Blau und Weiß in die Vereinsfarbe Rot gewechselt.

## Lage
Es befindet sich in Almería an der Calle Alcalde Santiago Martínez Cabrejas (nahe dem Stadtteil La Bolera) in einer Entfernung von etwa 3,5 Kilometern zum Stadtzentrum. Der Hauptbahnhof der Stadt liegt mit 2,5 Kilometern Entfernung etwas näher. Das Stadion ist auch mit der Buslinie 7 erreichbar. Über die AL-12 ist das Estadio mit dem Auto sehr gut erreichbar. Direkt östlich neben dem Stadion befindet sich für PKW ein großer öffentlicher Parkplatz, an den südwestlich ein Zweirad-Parkplatz anschließt. Die VIP-Parkplätze sind im Südwesten und vor dem Haupteingang.

## Länderspiele
Die spanische Fußballnationalmannschaft bestritt bisher eine Partie im Estadio de los Juegos Mediterráneos. Das Spiel sahen 12.580 Zuschauer.
- 9. Feb. 2005:  Spanien –  San Marino 5:0 (WM-Qualifikation zur WM 2006)

## Galerie

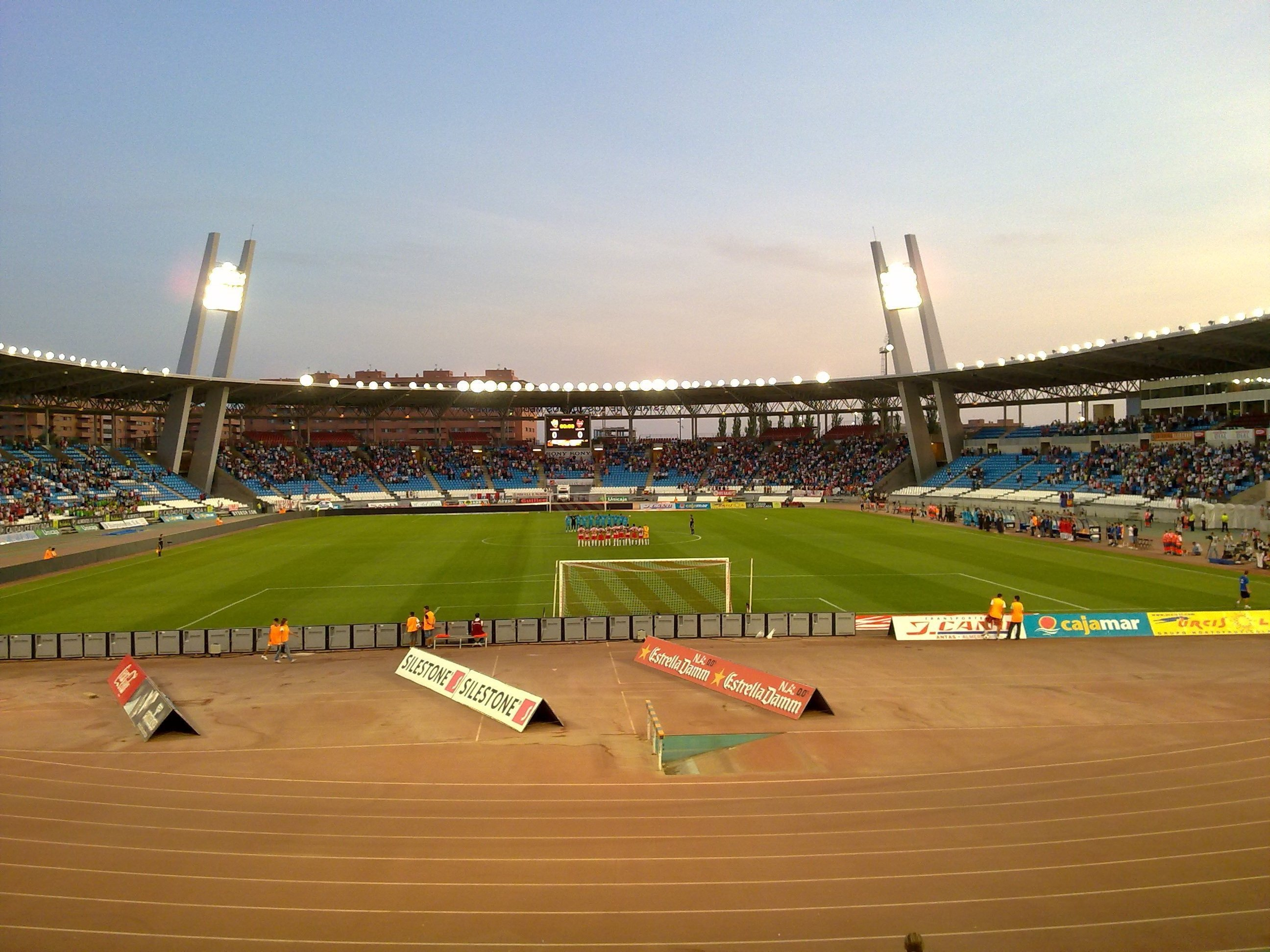
Das Estadio de los Juegos Mediterráneos (September 2010)
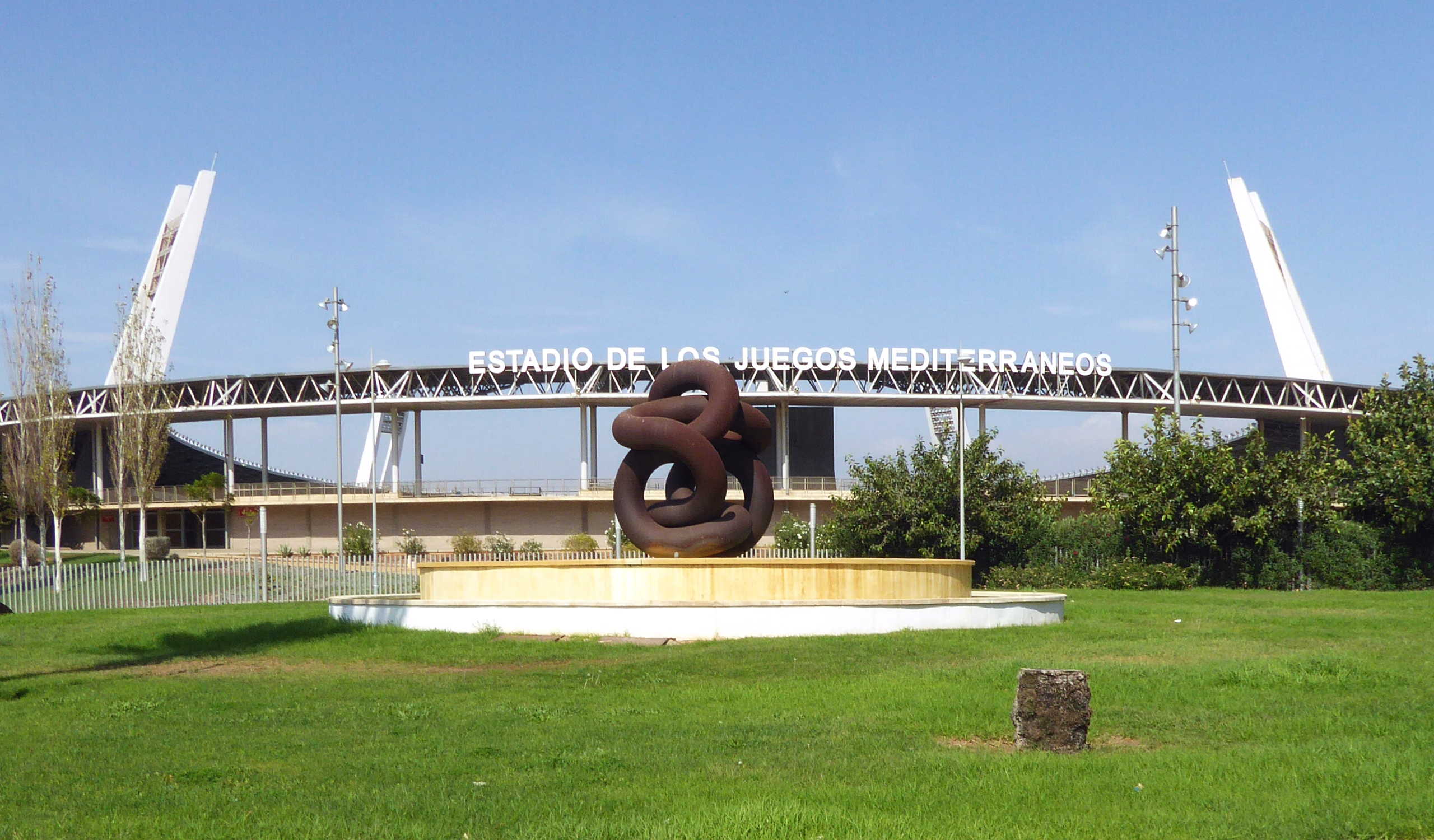
Südseite des Estadio de los Juegos Mediterráneos in Almeria (2016)
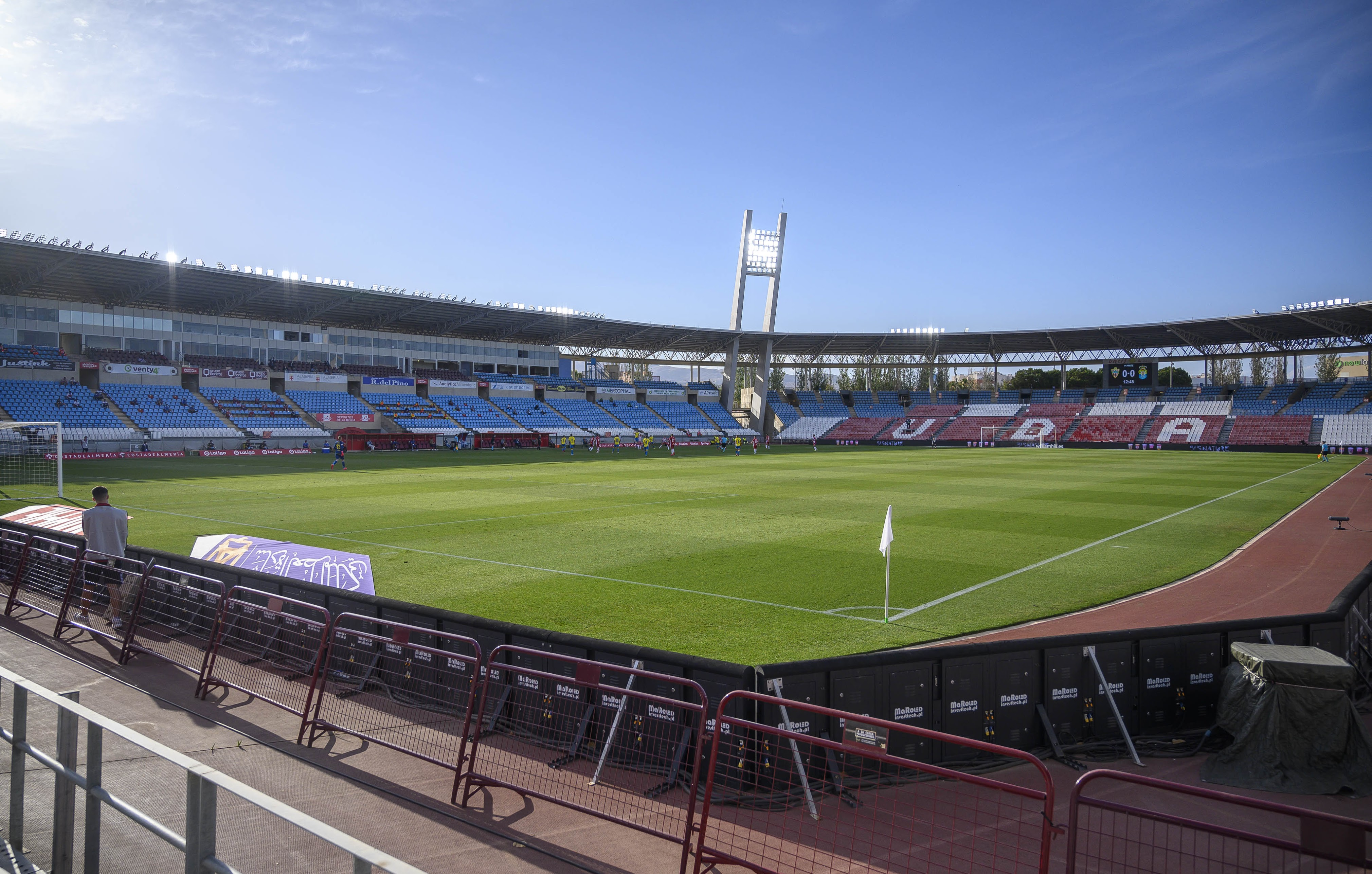
Spiel der UD Almería gegen den UD Las Palmas am 17. Juni 2020 wegen der COVID-19-Pandemie unter Ausschluss der Öffentlichkeit